# Lythrypnus rhizophora
 Lythrypnus rhizophora és una espècie de peix de la família dels gòbids i de l'ordre dels perciformes.

## Morfologia
Els mascles poden assolir els 3,4 cm de longitud total.

## Distribució geogràfica
Es troba a les Illes Galápagos i a l'Illa Cocos (Costa Rica).